# Primera categoria del Campionat de Catalunya de futbol 1908-1909
Resultats de la lliga de Primera categoria del Campionat de Catalunya de futbol 1908-1909.

## Sistema de competició
La Primera categoria d'aquesta temporada s'anomenà de sèniors i es jugaren en paral·lel dos campionats, el dels primers bàndols i el dels segons. Per al de primers, del qual tracta aquest article, s'inscrigueren 5 equips: Foot-ball Club Barcelona, Foot-ball Club Espanya, X Sporting Club, Català Sport Club i Athletic Club Galeno, segons els noms de l'època. Durant la competició, dos clubs canviaren de nom: l'X es convertí en el Club Deportiu Espanyol i el Galeno en l'Athletic Universitari.

## Classificació
| Pos | Equip            | PJ | PG | PE | PP | GF | GC | DG | Pts | Classificació |     | Futbol Club Barcelona | Futbol Club Espanya | Club Deportiu Espanyol | Català Futbol Club | Athletic Club Galeno |
| --- | ---------------- | -- | -- | -- | -- | -- | -- | -- | --- | ------------- | --- | --------------------- | ------------------- | ---------------------- | ------------------ | -------------------- |
| 1   | FC Barcelona (C) | 8  | 5  | 3  | 0  | 16 | 7  | +9 | 13  | Campió        |     | —                     | (c/p)               | 3–1                    | 2–2                | 4–0                  |
| 2   | FC Espanya       | 8  | 3  | 2  | 3  | 13 | 10 | +3 | 8   |               |     | 2–2                   | —                   | 3–0                    | 1–2                | 1–1                  |
| 3   | CD Espanyol      | 8  | 4  | 0  | 4  | 13 | 11 | +2 | 8   |               | 0–1 | 0–2                   | —                   | 3–0                    | 2–0                |                      |
| 4   | Català SC        | 8  | 2  | 2  | 4  | 8  | 16 | −8 | 6   |               | 1–1 | 3–1                   | 0–2                 | —                      | 0–2                |                      |
| 5   | AC Galeno        | 8  | 2  | 1  | 5  | 12 | 18 | −6 | 5   |               | 1–3 | 2–3                   | 2–5                 | 4–0                    | —                  |                      |

## Resultats
| Jornada | Data           | Local     |   | Visitant  |       | Resultat |       |
| ------- | -------------- | --------- | - | --------- | ----- | -------- | ----- |
| 1       | 17 gener 1909  | Espanya   | - | Espanyol  | 3     | -        | 0     |
| 1       | 17 gener 1909  | Català    | - | Galeno    | 0     | -        | 2     |
| 2       | 24 gener 1909  | Català    | - | Espanya   | 3     | -        | 1     |
| 2       | 24 gener 1909  | Espanyol  | - | Barcelona | 0     | -        | 1     |
| 3       | 31 gener 1909  | Galeno    | - | Espanya   | 2     | -        | 3     |
| 3       | 31 gener 1909  | Català    | - | Barcelona | 1     | -        | 1     |
| 4       | 7 febrer 1909  | Galeno    | - | Espanyol  | 2     | -        | 5     |
| 4       | 7 febrer 1909  | Espanya   | - | Barcelona | 2     | -        | 2     |
| 5       | 14 febrer 1909 | Galeno    | - | Barcelona | 1     | -        | 3     |
| 5       | 14 febrer 1909 | Català    | - | Espanyol  | 0     | -        | 2     |
| 6       | 28 febrer 1909 | Espanyol  | - | Espanya   | 0     | -        | 2     |
| 6       | 28 febrer 1909 | Galeno    | - | Català    | 4     | -        | 0     |
| 7       | 7 març 1909    | Barcelona | - | Espanyol  | 3     | -        | 1     |
| 7       | 11 abril 1909  | Espanya   | - | Català    | 1     | -        | 2     |
| 8       | 14 març 1909   | Barcelona | - | Català    | 2     | -        | 2     |
| 8       | 18 abril 1909  | Espanya   | - | Galeno    | 1     | -        | 1     |
| 9       | 21 març 1909   | Espanyol  | - | Galeno    | 2     | -        | 0     |
| 9       | 21 març 1909   | Barcelona | - | Espanya   | (c/p) | (c/p)    | (c/p) |
| 10      | 28 març 1909   | Barcelona | - | Galeno    | 4     | -        | 0     |
| 10      | 28 març 1909   | Espanyol  | - | Català    | 3     | -        | 0     |
|         |                |           |   |           |       |          |       |

Notes
- Jornades 1 i 2: l'Espanyol jugà aquests dos partits encara amb el nom de X Sporting Club.
- Jornada 6: victòria del Galeno per 4 gols.[3][4]
- Jornada 9: Espanya cedí els punts.[3]

## Golejadors
| Gols |                 |              |
| ---- | --------------- | ------------ |
| 5    | Charles Wallace | FC Barcelona |
| 4    | Romà Forns      | FC Barcelona |
| 3    | Josep Quirante  | FC Barcelona |
| 2    | Enric Peris     | FC Barcelona |
| 1    | Grau            | CD Espanyol  |
| 1    | Casellas        | Català SC    |
| 1    | Berdié          | CD Espanyol  |
| 1    | Francesc Bru    | FC Barcelona |
| 1    | William White   | FC Barcelona |
|      |                 |              |

Nota
- Només hi ha dades de gols marcats pel Barcelona, Espanyol i Català.